# Vasil Drumev, Șumen
Vasil Drumev (în bulgară Васил Друмев) este un sat în comuna Șumen, regiunea Șumen,  Bulgaria. 

## Demografie
Componența etnică a satului Vasil Drumev
     Turci (3,54%)
     Bulgari (87,4%)
     Romi (7,08%)
     Nicio identificare (1,96%)
La recensământul din 2011, populația satului Vasil Drumev era de 254 locuitori. Din punct de vedere etnic, majoritatea locuitorilor (87,4%) erau bulgari, existând și minorități de romi (7,08%) și turci (3,54%). Pentru 1,96% din locuitori nu este cunoscută apartenența etnică.